# Ronan Kratt
Ronan Kratt (* 2. September 2003 in Ottawa, Ontario) ist ein kanadischer Fußballspieler.

## Karriere

### Klub
In seiner Jugend spielte er bis Sommer 2018 bei Ottawa South United. Danach besuchte er für zwei Jahre die Barca Residency Academy in den USA, bis er im Sommer 2020 wieder zu Ottawa South zurückkehrte. Ab Anfang 2021 spielte er dann für die kanadische College-Mannschaft der Carleton Ravens. Im September desselben Jahres zog es ihn erstmals nach Deutschland, wo er für die U19 des SSV Ulm auflief. Selbst für die erste Mannschaft in der Regionalliga Südwest lief er im März 2022 dann einmal kurz auf.
Im Sommer 2022 verließ er Ulm aber wieder und kehrte in sein Heimatland zurück, wo er nun bei York United unterkam. Für diese war er in der laufenden Saison 2022 der Canadian Premier League in allen bis auf einem Spiel aktiv und erzielte zwei Tore. Anfang 2023 wurde er schließlich an Werder Bremen verliehen, für welche er in deren zweiten Mannschaft in der Regionalliga Nord auflief. Auch hier gehörte er wieder bei fast jedem Spieltag mit zum Kader und erhielt Spielzeit, konnte am Ende den Abstieg seiner Mannschaft nicht verhindern. Im Sommer 2023 wechselte er dann fest zu Werder.

### Nationalmannschaft
Kratt ist sowohl für die Nationalmannschaft der USA als auch für die von Kanada spielberechtigt. Im April 2016 nahm er an mehreren Trainingslagern mit den USA teil. Die erste Auswahlmannschaft von ihm war am Ende aber die kanadische U20, für die er in einem Freundschaftsspiel gegen Costa Rica auch eingesetzt wurde.